# Styloctenium
Styloctenium é um gênero da família Pteropodidae.

## Espécies
- Styloctenium mindorensis Esselstyn, 2007 - Raposa-voadora-de-mindoro
- Styloctenium wallacei (Gray, 1866)